# 阿雷纳斯德圣胡安
阿雷纳斯德圣胡安，是西班牙卡斯蒂利亚-拉曼恰雷阿尔城省的一个市镇。 总面积63平方公里，总人口1050人（2001年），人口密度17人/平方公里。